# Moyenneville (Oise)
Moyenneville è un comune francese di 614 abitanti situato nel dipartimento dell'Oise della regione dell'Alta Francia.

## Società

### Evoluzione demografica
Abitanti censiti